# Larache

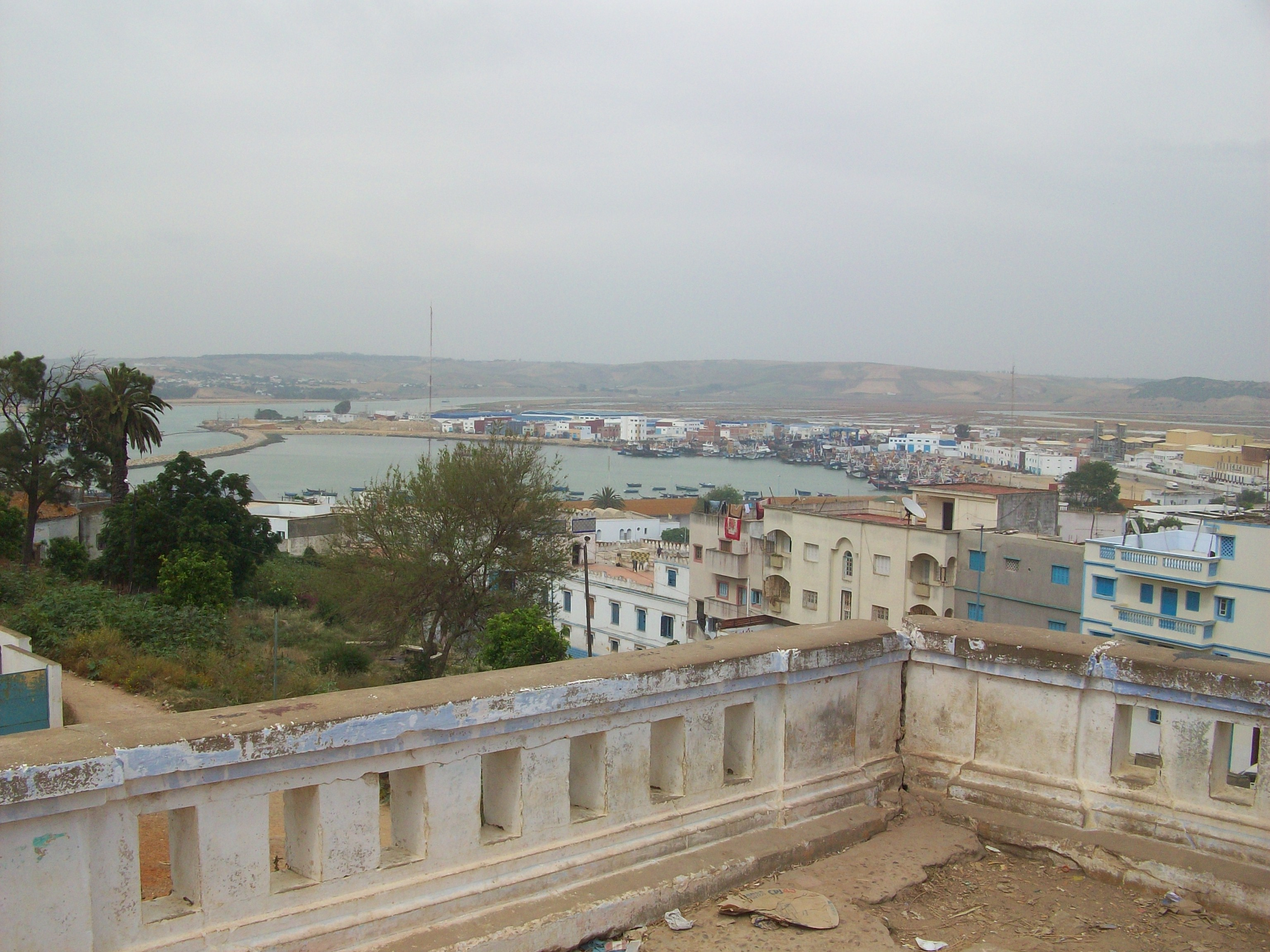
Vy över hamnen i Larache.

Larache (arabiska العرائش al-Araish, berberspråk ⴰⵄⵔⵉⵛ, Aɛrich) är en stad i Marocko, vid floden Loukos utlopp i Atlanten, cirka 70 km sydväst om Tanger. Staden är administrativ huvudort för provinsen Larache som är en del av regionen Tanger-Tétouan-Al Hoceïma. Folkmängden uppgick till 125 008 invånare vid folkräkningen 2014.
Från Laraches hamn utskeppas spannmål, timmer, ull och frukt. Staden är ändstation på järnvägen och har en flygplats. Nordost om staden ligger ruinerna av den feniciska, och senare romerska, kolonin Lixus. Larache var spanskt mellan 1610 och 1689, och återigen mellan 1911 och 1956. Enligt sägnen ska hesperidernas trädgård ha legat här.